# Paris-Connerré
Paris-Connerré est une course cycliste disputée tous les ans au mois de septembre ou octobre, reliant Émancé, dans les Yvelines, à Connerré, dans la Sarthe. Créée en 1971, elle fait partie du calendrier national de la Fédération française de cyclisme.
La course Paris-La Ferté-Bernard, qui s'est déroulée de 1960 à 1970, est à l'origine de Paris-Conneré qui, de ce fait, rallonge l'épreuve d'une vingtaine de kilomètres.

## Palmarès
| Année | Vainqueur                | Deuxième                  | Troisième            |
| ----- | ------------------------ | ------------------------- | -------------------- |
| 1971  | Christian Poissenot      | Daniel Leveau             | André Corbeau        |
| 1972  | Raymond Martin           | Joël Hauvieux             | Georges Talbourdet   |
| 1973  | Marcel Duchemin          | Claude Hauvieux           | Jacky Chan-Tsin      |
| 1974  | Hubert Mathis            | Alain Meslet              | Bernard Quilfen      |
| 1975  | Hervé Inaudi             | Hubert Linard             | Jacques Bossis       |
| 1976  | Pierre Bazzo             | Patrick Bégué             | Roger Albérici       |
| 1977  | David Wells              | Jean-Pierre Biderre       | Jean-Pierre Molliex  |
| 1978  | Guy Graz                 | Loubé Blagojevic          | Jacky Buron          |
| 1979  | Mario Verardo            | Randy Moerman             | Pierre Touchefeu     |
| 1980  | Serge Beucherie          | Pascal Chaumet            | Didier Echivard      |
| 1981  | Sean Yates               | Philippe Saudé            | Hubert Gaignier      |
| 1982  | Alain Renaud             | Dany Deslongchamps        | Philippe Tesnière    |
| 1983  | Patrick André            | Gilles Georges            | Laurent Haimez       |
| 1984  | Ronan Pensec             | Bernard Jousselin         | Hervé Desriac        |
| 1985  | Pascal Dubois            | Alain Urvoy               | Éric Rekkas          |
| 1986  | Hervé Desriac            | Thierry Casas             | Éric Gibeaux         |
| 1987  | Olaf Lurvik              | John Carlsen              | Marc Guénégou        |
| 1988  | Thierry Barrault         | Cyrille Martin            | Éric Gibeaux         |
| 1989  | Cyrille Martin           | René Foucachon            | André Urbanek        |
| 1990  | Lars Michaelsen          | Michel Lallouet           | Thierry Gouvenou     |
| 1991  | Stéphane Cueff           | Bjørn Stenersen           | Stéphane Galbois     |
| 1992  | Pascal Chanteur          | Kim Marcussen (de)        | Emmanuel Hubert      |
| 1993  | Jean-François Bresset    | Stéphane Pétilleau        | Mickaël Lepottier    |
| 1994  | Stéphane Pétilleau       | Jérôme Gourgousse         | Bruno Teillet        |
| 1995  | Carlo Ménéghetti         | Dominique Péré            | Dominique David      |
| 1996  | Cédric Dedoncker         | Dominique David           | David Marié          |
| 1997  | Serge Oger               | Éric Beaune               | Grzegorz Gwiazdowski |
| 1998  | Grégory Barbier          | Dominique David           | Carlo Ménéghetti     |
| 1999  | Marek Leśniewski         | Yvonnick Bolgiani         | Mickaël Leveau       |
| 2000  | Anthony Supiot           | Stéphane Diemunsch        | Marek Rutkiewicz     |
| 2001  | Tony Cavet               | Łukasz Podolski           | Franck Charrier      |
| 2002  | Guillaume Judas          | Samuel Rouyer             | Frédéric Delalande   |
| 2003  | Jérôme Bouchet           | Franck Charrier           | Renaud Dion          |
| 2004  | Arnaud Lesvenan          | Frédéric Lecrosnier       | Serge Oger           |
| 2005  | Franck Charrier          | Aurélien Passeron         | Nicolas Rousseau     |
| 2006  | Franck Perque            | Sébastien Turgot          | Samuel Bonnet        |
| 2007  | Yann Rault               | Tony Huet                 | Benoît Daeninck      |
| 2008  | Loïc Desriac             | Corentin Maugé            | Julien Fouchard      |
| 2009  | Jérémy Le Nézet          | Rudy Lesschaeve           | Gwénaël Teillet      |
| 2010  | Tony Hurel               | Renaud Pioline            | Romain Guillemois    |
| 2011  | Sébastien Fournet-Fayard | Angélo Tulik              | Benjamin Cantournet  |
| 2012  | Morgan Lamoisson         | Steven Tronet             | Benoît Daeninck      |
| 2013  | Maxime Renault           | Olivier Le Gac            | Geoffrey Thévenez    |
| 2014  | Yann Guyot               | Jérémy Lecroq             | Benjamin Le Roscouët |
| 2015  | Romain Guyot             | Jérémy Lecroq             | Kévin Le Cunff       |
| 2016  | Julien Pierrat           | Yoän Vérardo              | Risto Raid           |
| 2017  | Romain Bacon             | Erwan Brenterch           | Simon Sellier        |
| 2018  | Fabio Do Rego            | Florian Maitre            | Romain Bacon         |
| 2019, | Vincent Pastot           | Maël Guégan               | David Boutville      |
| 2020  | Samuel Leroux            | Emiel Vermeulen           | Clément Carisey      |
| 2021  | Mickaël Guichard         | Jean-Louis Le Ny          | Sandy Dujardin       |
| 2022  | Émilien Jeannière        | Corentin Ermenault        | Sébastien Havot      |
| 2023  | Pierre Thierry           | Guillaume Dauschy         | Rayan Boulahoite     |
| 2024  | Anatole Leboucher        | Florentin Lecamus-Lambert | Luca De Vincenzi     |